# ولي الدين العراقي
ولي الدين العراقي هو أبو زرعة أحمد بن الحافظ الكبير أبي الفضل عبد الرحيم العراقي بن الحسين بن عبد الرحمن بن إبراهيم بن أبي بكر بن إبراهيم الولي أبو زرعة بن الزين أبي الفضل المعروف بابن العراقي, كردي الأصل قاهري الولادة والنشأة والوفاة، أحد أئمة الشافعية بمصر في عصره، كان عالما فاضلا، صاحب كتب في الأصول والفروع.

## مولده ونشأته
ولد أحمد العراقي في سحر يوم الإثنين ثالث ذي الحجة سنة 762 هـ الموافق 1360 في القاهرة, اعتنى به والده عبد الرحيم العراقي فأسمعه الكثير من أصحاب الفخر وغيرهم، ارتحل إلى دمشق ومكة والمدينة المنورة ، تفقه على يد والده أولاً ثم على يد إيناسي والعفيفي القزويني. كان بارعا في الحديث والأصول والفقه واللغة، تولى القضاء نحو عشرين عاما ثم تركه ليتفرغ إلى الإفتاء والتعليم والتأليف، ثم تولى أخيرا قضاء الديار المصرية بعد جلال الدين البلقيني.

## مصنفاته
1. البيان والتوضيح لمن أخرج له في الصحيح.
2. تحفة التحصيل في ذكر رواة المراسيل.
3. شرح سنن أبي داود.
4. شرح البهجة.
5. شرح جمع الجوامع في الأصول.
6. شرح نظم البيضاوي.
7. شرح نظم الاقتراح.
8. شرح تقريب الأسانيد، المسمى: طرح التثريب في شرح التقريب، وقد كان والده من بدأ العلم عليه، ثم تمَّمَه هو.
9. حاشية على الكشاف.
10. مختصر المهمات.
11. نكت الأطراف والمهمات.
12. النكت على الحاوي والتنبيه والمنهاج.
13. النكت على منهاج البيضاوي.

## وفاته
توفي ولي الدين العراقي في السابع عشر من شعبان سنة 806 هـ الموافق 1422.